# 大分大学の人物一覧
大分大学の人物一覧（おおいただいがくのじんぶついちらん）は、大分大学に関係する人物の一覧記事。

## 著名な教職員
- 宇田泰三 - 化学、教授、元宇部興産中央研究所診断薬研究室長、九州大学卒。
- 鵜崎清貴  - 経営学者、アジアダンススポーツ連盟（ADSF）常務理事、長崎県立大学卒。

### 元教員
- 八巻正治　元牧師ラブリーチャペル主宰

## OB・OG

### 政界
- 衛藤晟一 - 参議院議員（自由民主党）、内閣府特命担当大臣、元内閣総理大臣補佐官
- 梶原敬義 - 元参議院議員（日本社会党）、元参議院災害対策特別委員会委員長、元大蔵政務次官
- 土居昌弘 - 竹田市長、元大分県議会議員、元竹田市議会議員
- 浜田博 - 元別府市長、元大分県議会議員、元別府市議会議員
- 本田博文 - 日出町長
- 松井督治 - 国東市長、元大分放送アナウンサー（大学院経済学研究科博士後期課程修了）
- 冨高国子 - 佐伯市長
- ダニエル・ムココ・サンバ - 元コンゴ民主共和国副首相、元コンゴ大学教授

### 行政
- 石川公一 - 元大分県副知事、元立命館アジア太平洋大学教授、大分大学理事

### 財界
- 黒土始 - 第一交通産業創業者・会長
- 竹田光広 - ユナイテッドアローズ社長
- 仲野英志 - 元ボール・セミコンダクター社長兼CEO
- 山本浩二 (実業家) - 株式会社J.D.パワージャパン の代表取締役社長

### 研究者・学者
- 青木一雄 - 琉球大学教授、労働者健康安全機構沖縄産業保健総合支援センター所長
- 河崎照行 - 甲南大学名誉教授・元副学長、元中小企業会計学会会長、租税資料館理事長
- 道祖尾弦 - 医師、医学博士、さいのお耳鼻咽喉科医院院長
- 高梠真一 - 久留米大学教授、元日本会計史学会会長
- 吉岡秀人 - 元川崎医科大学講師

### 文学
- 図子英雄 - 小説家、詩人

### 芸術
- 瀬口たかひろ - 漫画家
- ニャロメロン - 漫画家
- Kana - 美術家
- 山口進 - 写真家
- 小畑貴裕 - 作曲家

### 芸能
- サンシャイン池崎 - ピン芸人
- 野田ちゃん - ピン芸人

### スポーツ
- 麻生彰久 - ラグビーレフリー
- 荒巻淳 - 元プロ野球選手（大分経済専門学校卒業）
- 今中大介 - 元自転車選手（ツール・ド・フランス出場）
- 林享 - 元競泳（平泳ぎ）選手
- 原靖 - 元サッカー選手、サッカー指導者、サッカークラブスタッフ

### マスコミ
- 小笠原正典 - テレビ大分アナウンサー
- 三重野勝己 - 大分放送アナウンサー
- 小野亜希子 - 大分放送アナウンサー
- 金井陽子 - テレビ大分記者